# جيمس غراي
جيمس غراي (بالإنجليزية: James Gray)‏ (26 يونيو 1992 المملكة المتحدة - ) هو لاعب كرة قدم بريطاني يلعب كمهاجم.

## وصلات خارجية
جيمس غراي على موقع الاتحاد الأوربي (الإنجليزية)
- جيمس غراي على موقع قاعدة بيانات كرة القدم.إي يو (الإنجليزية)
- جيمس غراي على موقع Soccerbase.com (لاعب) (الإنجليزية)
- جيمس غراي على موقع Soccerway.com (الإنجليزية)